# 赤根和樹
赤根 和樹（あかね かずき、1962年3月24日 - ）は、日本のアニメーション演出家、アニメーション監督。大阪府出身。千葉工業大学卒業。サンライズで制作進行、演出を務めたのち、フリーとなる。

## 参加作品

### テレビアニメ
1985年
- 機動戦士Ζガンダム（制作進行）

1986年
- 機動戦士ガンダムΖΖ（制作進行）

1988年
- 鎧伝サムライトルーパー（演出・ストーリーボード）

1989年
- 獣神ライガー（演出・ストーリーボード）
- ドラゴンクエスト（絵コンテ）

1991年
- 新世紀GPXサイバーフォーミュラ（演出・ストーリーボード）

1992年
- ママは小学4年生（演出・ストーリーボード）
- クレヨンしんちゃん（絵コンテ）
- ツヨシしっかりしなさい（絵コンテ）
- 姫ちゃんのリボン（絵コンテ・演出）

1993年
- 疾風!アイアンリーガー（絵コンテ・演出）

1996年
- 天空のエスカフローネ（監督）

1998年
- ブレンパワード（絵コンテ）
- カウボーイビバップ（絵コンテ）

1999年
- ∀ガンダム（絵コンテ）

2000年
- 機巧奇傳ヒヲウ戦記（絵コンテ）

2001年
- ジーンシャフト（原作・監督・シリーズ構成）

2002年
- ヒートガイジェイ（原作・監督・シリーズ構成）

2004年
- サムライチャンプルー（絵コンテ）

2005年
- 創聖のアクエリオン（絵コンテ）
- ノエイン もうひとりの君へ（原作・監督・シリーズ構成）

2006年
- Ergo Proxy（絵コンテ）

2008年
- マクロスF（絵コンテ）
- 鉄腕バーディー DECODE（監督）

2009年
- 鉄腕バーディー DECODE:02（監督）

2016年
- 機動戦士ガンダム 鉄血のオルフェンズ（絵コンテ）

2019年
- 星合の空（原作・監督・脚本）

2022年
- 進撃の巨人 The Final Season Part 2（絵コンテ）

2023年
- 地獄楽（絵コンテ）

2024年
- 30歳まで童貞だと魔法使いになれるらしい（絵コンテ）

2025年
- 炎炎ノ消防隊 参ノ章（絵コンテ）

### 劇場アニメ
1988年
- 機動戦士ガンダム 逆襲のシャア（制作進行）

1991年
- 機動戦士ガンダムF91（演出助手）

1995年
- KAZU&YASU ヒーロー誕生（監督）

2000年
- 劇場版 エスカフローネ（監督）

### OVA
1991年
- 機動戦士ガンダム0083 STARDUST MEMORY（絵コンテ・演出）

1994年
- 湘南純愛組!（演出）

1997年
- マクロス ダイナマイト7（オープニング絵コンテ）

2007年
- BALDR FORCE EXE RESOLUTION 04（絵コンテ）

2012年
- コードギアス 亡国のアキト（監督・脚本）